# Schwanden (Glarona Sud)
Schwanden (toponimo tedesco) è una frazione di 2 392 abitanti del comune svizzero di Glarona Sud, nel Canton Glarona.

## Storia

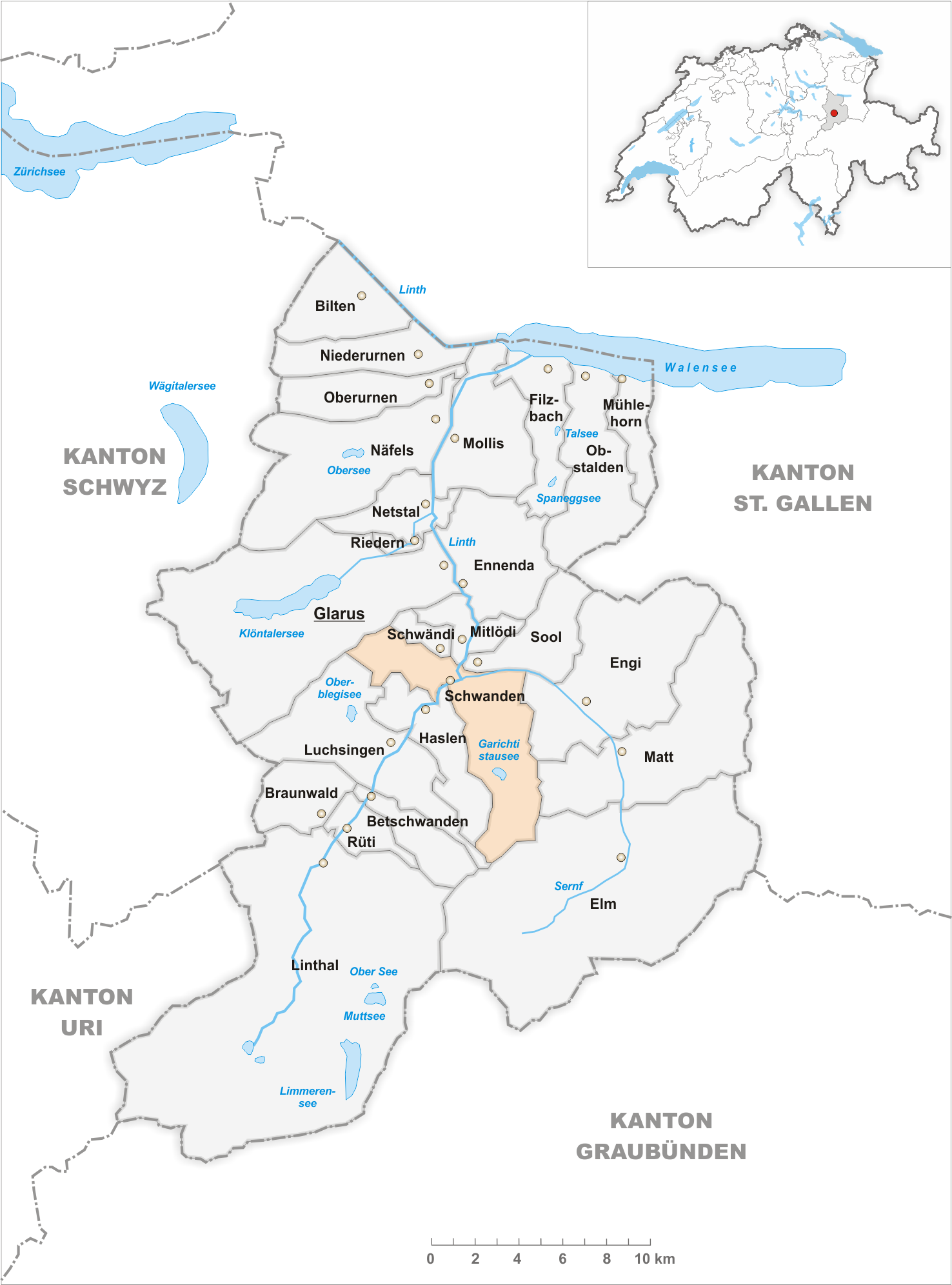
Il territorio del comune di Schwanden prima degli accorpamenti comunali del 2011

Già comune autonomo che si estendeva per 30,63 km² e che comprendeva anche la frazione di Thon e il quartiere di Tschachen, il 1º gennaio 2011 è stato accorpato agli altri comuni soppressi di Betschwanden, Braunwald, Elm, Engi, Haslen, Linthal, Luchsingen, Matt, Mitlödi, Rüti, Schwändi e Sool per formare il nuovo comune di Glarona Sud, del quale Schwanden è il capoluogo.

## Monumenti e luoghi d'interesse

### Architetture religiose

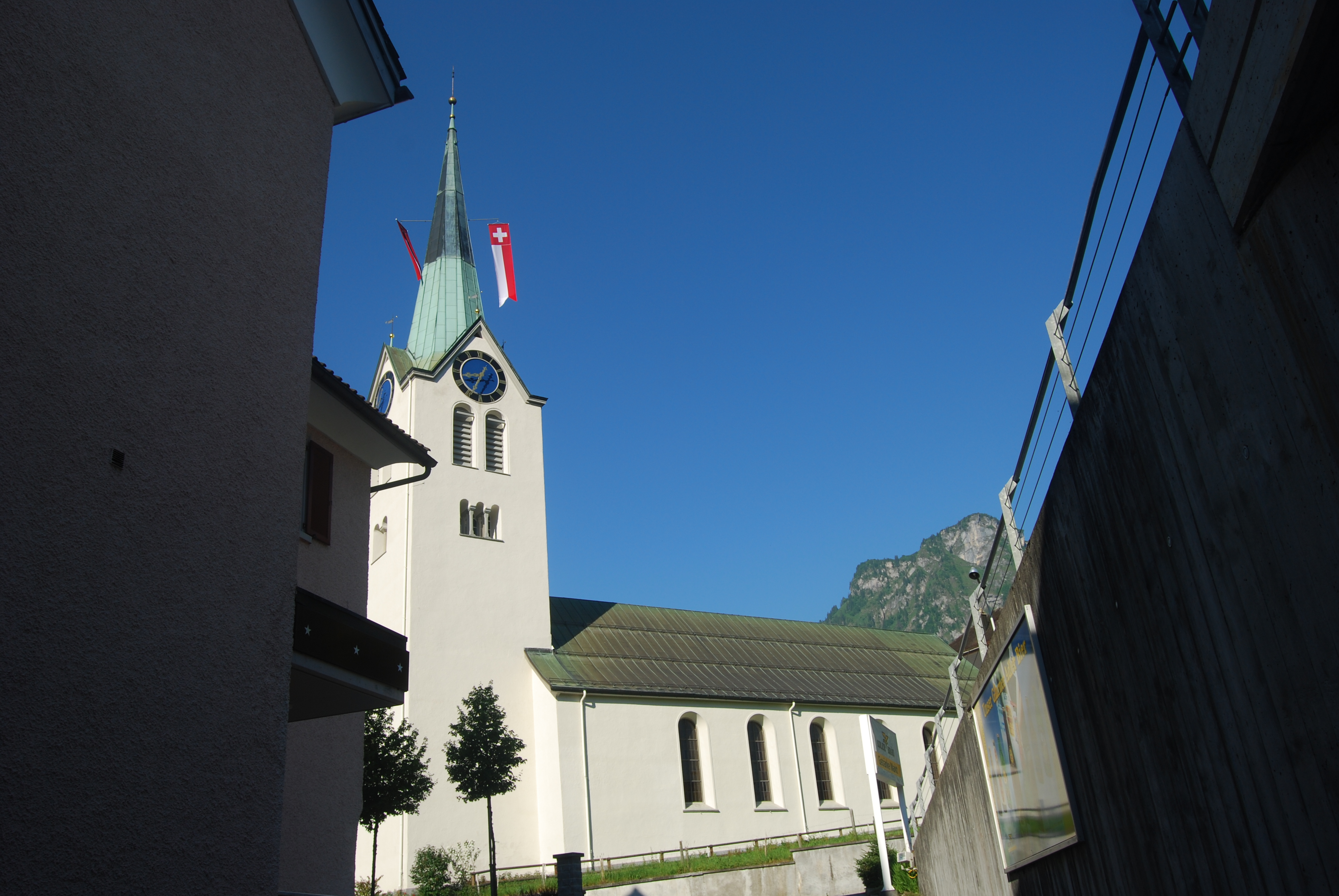
La chiesa riformata

- Chiesa riformata, eretta nel 1349 e ricostruita nel 1753[1];
- Chiesa cattolica, eretta nel 1895 e ricostruita nel 1973[1].

### Architetture civili
- Turehuus in località Thon, eretta nel XIII secolo[1];
- Diga di Garichte Ost;
- Diga di Garichte West.

### Altro
- Bandita di caccia Kärpf, istituita nel 1548[3];
- Osservatorio astronomico Sternwarte Sirius[senza fonte].

## Società

### Evoluzione demografica
L'evoluzione demografica è riportata nella seguente tabella (fino al 1900 con Braunwald):
Abitanti censiti

## Infrastrutture e trasporti

La stazione di Schwanden

La località è servita dalla stazione di Schwanden sulla ferrovia Ziegelbrücke-Linthal (linea S25 della rete celere di Zurigo).

## Amministrazione
Ogni famiglia originaria del luogo fa parte del comune patriziale che ha la responsabilità della manutenzione di ogni bene comune.